# Cames conjuguées
Un mécanisme à cames conjuguées est un mécanisme pour lequel on utilise deux cames solidaires, avec deux suiveurs placés sur la même pièce.
Ce système peut être une alternative aux cames à rainure, pour lesquelles le galet perd le contact entre les deux profils (contact unilatéral) ; en effet, la reprise de contact provoque un patinage du galet et donc une usure et une détérioration des surfaces. Il peut aussi être utilisé pour créer un mouvement d'oscillation, ou bien de rotation intermittente.

## En remplacement d'une came à rainure

Cames conjuguées pour remplacer une came à rainure.

Les galets peuvent être coaxiaux (gauche) ou non (droite).

Une came à rainure est composée de deux profils parallèles. On peut donc la décomposer en deux cames conjuguées, avec deux galets suiveurs. On peut ainsi imposer un contact permanent de chacun des galets, ce qui réduit l'usure et la dégradation des surfaces.
Si les deux galets ne sont pas coaxiaux, on peut avoir un rattrapage de jeu, mais le dispositif est alors plus volumineux.

## Pour créer une oscillation

Cames conjuguées pour créer un mouvement oscillatoire.

Considérons une pièce rigide en V. Cette pièce est montée sur un axe à la jonction des bras, dont on suppose qu'il n'a pas de mouvement de translation par rapport au référentiel que l'on se fixe. Elle a deux galets suiveurs aux extrémités des bras. Le contact de chacun des galets avec sa came impose donc l'orientation de la pièce. On peut ainsi créer un mouvement d'oscillation.

## Pour créer une rotation intermittente

Cames conjuguées pour produire une rotation intermittente de 1/6 de tour.

Les cames conjuguées peuvent être utilisées comme système d'indexation, par exemple en remplacement d'une croix de Malte.
Dans la figure ci-contre, la roue menée effectue 1/6 de tour lorsque la came fait une révolution complète. La roue menée possède deux étages de trois galets suiveurs répartis de manière équidistante.
Il y a en permanence deux galets suiveurs qui assurent la stabilité de la position de la roue menée. Pour faire tourner la roue menée, une des cames pousse un galet suiveur, tandis que l'autre came « s'efface » pour laisser le galet suiveur passer.

Cames conjuguées pour produire une rotation intermittente de 1/3 de tour.

La figure ci-contre montre un dispositif conçu pour faire 1/3 de tour à chaque tour de came.
Une bonne conception du profil des cames permet de limiter l'à-coup angulaire, contrairement à la croix de Malte qui présente des pics « infinis » d'à-coup. On peut ainsi réduire les vibrations, et donc obtenir un système plus silencieux et plus stable. En revanche, le dispositif est plus volumineux et plus onéreux.